# Kis palloskagyló
A kis palloskagyló (Ensis ensis) a kagylók (Bivalvia) osztályának a Veneroida rendjébe, ezen belül a hüvelykagylófélék (Solenidae) családjába tartozó faj.

## Előfordulása
A kis palloskagyló a sekély parti vizek finom homokjába beásva él az Atlanti-óceánban, Norvégiától a marokkói partokig, a Földközi-tengerben és az Északi-tengerben.

## Megjelenése
A kis palloskagyló alakja eltér a hagyományos kagylókétól. A 16 centiméter hosszú, késtok alakú teknők enyhén hajlottak, és elöl-hátul egyaránt röviden lekerekítettek. Búbjaik közvetlenül a teknők elülső végén találhatók. A kagyló krémfehér színű, vörösesbarnás sávokkal, melyek a hátulsó teknőrészen függőleges irányúak, az elülsőn a teknő szélével párhuzamosan futnak. Sárgászöld külső héjréteg (periostracum) fedi őket.

## Életmódja
A kis palloskagyló közvetlenül a felszín alá ássa be magát, olykor akár 1 méter mélyre is lehatol a puha aljzatban. Ehhez vékony, henger alakú lábát használja; először erősen megnyújtja, majd előretolja a homokba. Miután elég mélyen befurakodott, elülső vége megduzzad, majd a láb megrövidül, és maga után húzza a teknőt. Így a kagyló néhány mozdulattal már el is tűnik az aljzatban.